# Societat Salesiana
La Societat Salesiana de Sant Joan Bosco (en llatí Societas Sancti Francisci Salesii) és un institut religiós masculí de dret pontifici, una congregació clerical fundada el 1859. Els seus membres, anomenats salesians, posposen al seu nom les sigles S.D.B. (Salesians de Dom Bosco).

## Història
Fou fundada a Torí el 18 de desembre de 1859, a la residència de Giovanni Bosco (1815-1888). El primer grup de la societat el formaven el fundador i 17 persones: un sacerdot, un diaca, un sotsdiaca, tretze clergues i un estudiant. Cinc anys més tard, el 23 de juliol de 1864, la comunitat va ésser reconeguda per la Santa Seu i les seves constitucions aprovades per Pius IX el 24 d'abril de 1874.
En aquell moment històric, de gran anticlericalisme, el ministre Urbano Rattazzi havia suprimit les congregacions religioses, però conscient de l'aportació social de l'obra de Don Bosco, va suggerir al fundador una forma de comunitat religiosa conciliable amb la legislació vigent: una mena d'«associació de lliures ciutadans» amb objectius benèfics. Per aquesta raó, s'adoptà el nom "civil" de Societat Salesiana, anomenant el superior provincial "inspector", el superior de la comunitat "director" i el pare ecònom "prefecte", i el pare general "rector major".
Joan Bosco treballà com a sacerdot amb els nois de Torí, per als quals va instituir oratoris destinats a acollir-los de dia, i escoles especials per a ensenyar-los oficis. Al voltant seu i entre els nois, van començar a sorgir vocacions sacerdotals, a partir de les quals va néixer la congregació temps després.
D'Itàlia es difongué ràpidament per França i Espanya, i després en altres països europeus i a Amèrica.

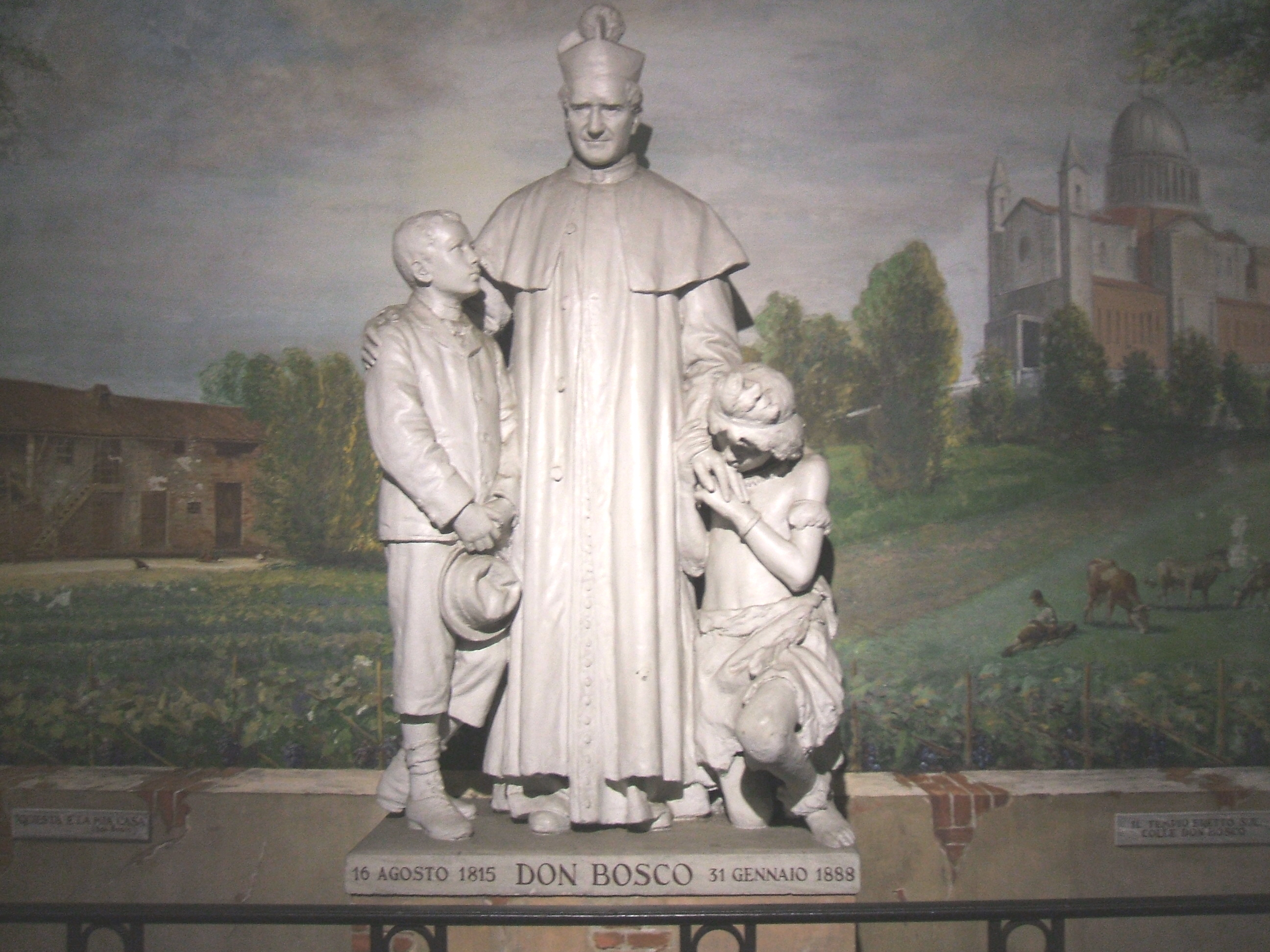
Estàtua de Sant Joan Bosco a Valdocco
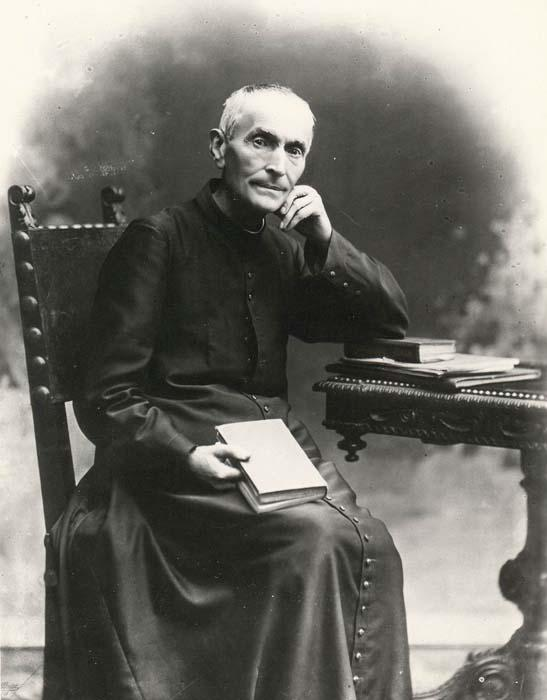
Miguel Rúa, segon superior de l'orde, amb l'hàbit salesià
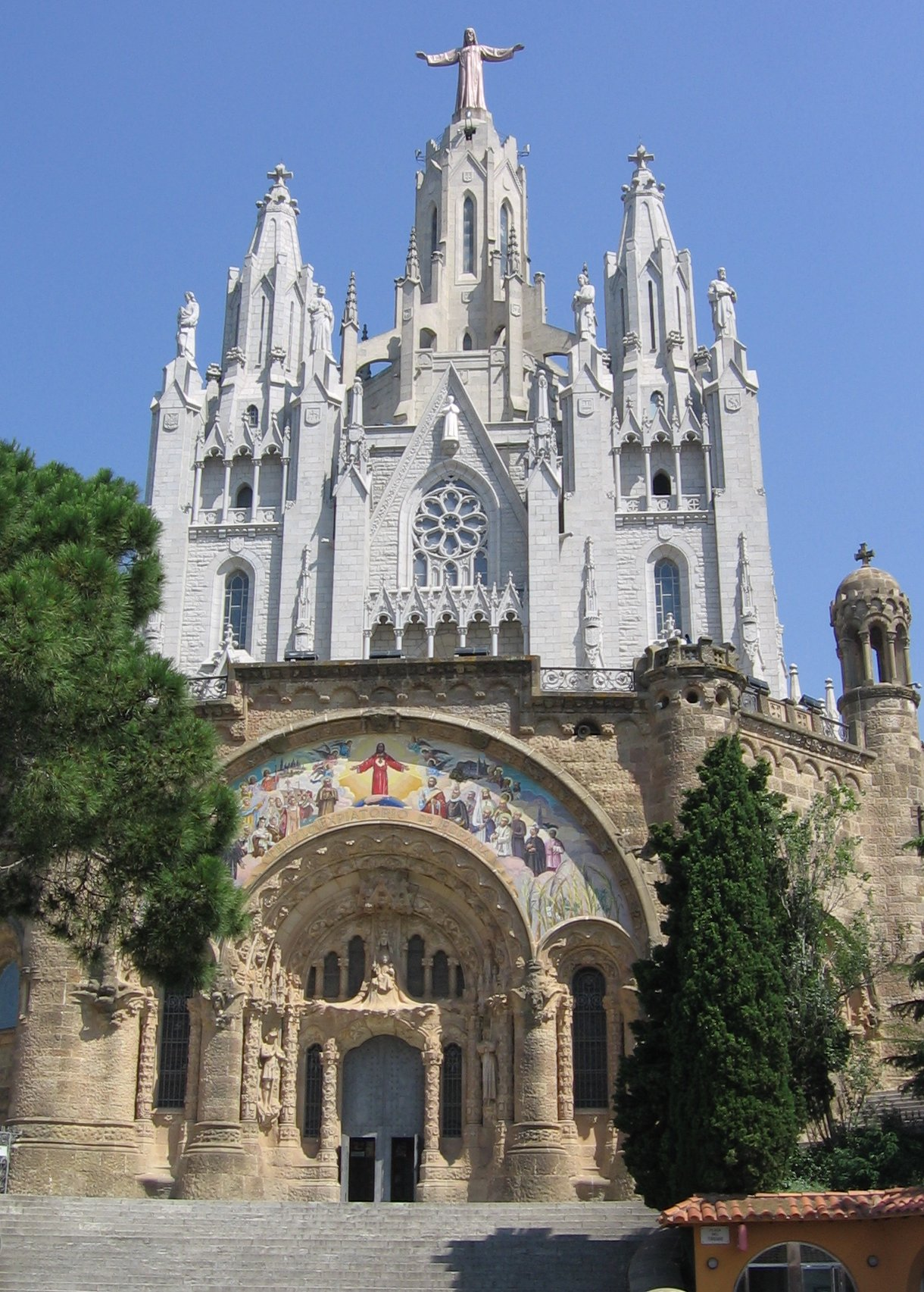
El Sagrat Cor del Tibidabo és el temple salesià més conegut de Catalunya

## Activitat i difusió

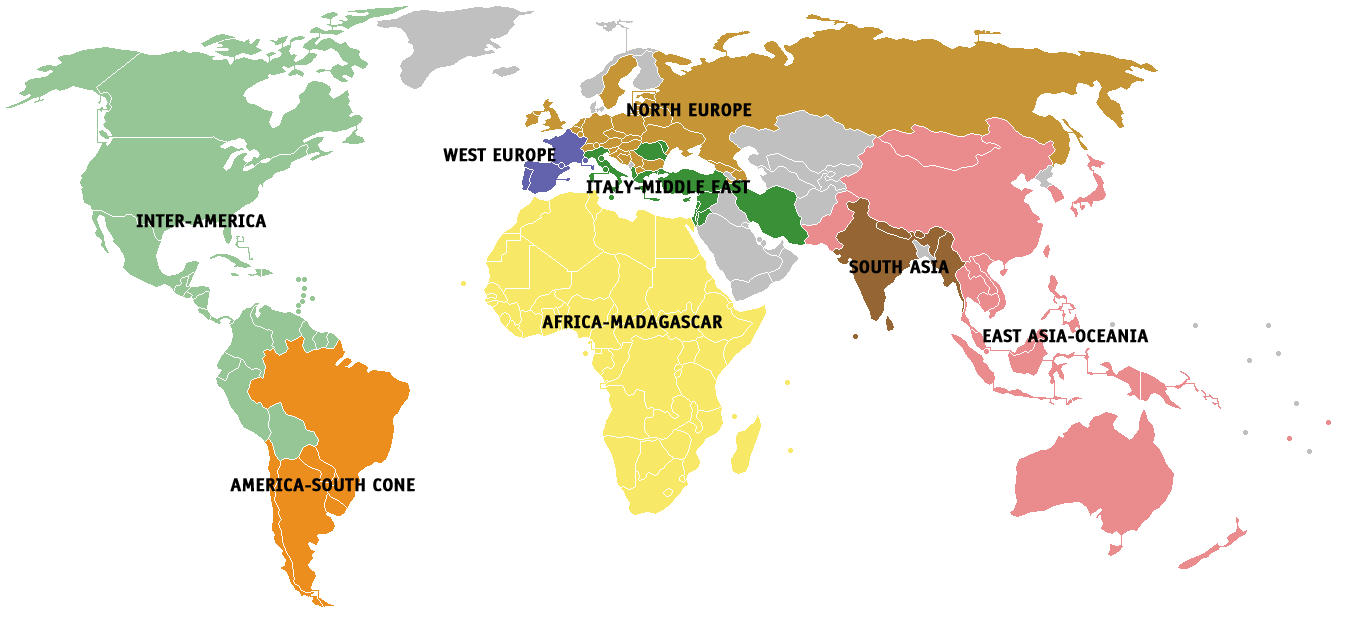
Mapa de l'organització de les regions de la Societat Salesiana, amb la localització de les seus de les províncies i viceprovíncies salesianes.

Avui són una congregació de preveres, diaques i laics (anomenats coadjutors), que emeten vots simples. S'ocupen de l'educació i formació dels adolescents, especialment dels que tenen algun problema de marginalitat o exclusió. L'ensenyament es porta a terme a través dels oratoris (festius i diaris) i les escoles primàries, secundàries i de formació professional, a més de residències universitàries. Des del 1964 existeix la Università Pontificia Salesiana, a Roma, per als estudis superiors. A més, fan activitats d'apostolat i pastoral parroquial, amb exercicis espirituals, publicacions i missions populars.
Compten, a més, amb una branca femenina, les Filles de Maria Auxiliadora o Salesianes, orde fundat per Joan Bosco amb la col·laboració de Maria Mazzarello.
Al final de 2009, la Societat tenia 7.610 cases (1587 oratoris, 1207 escoles, 1044 parròquies, 5 lleproseries i 89 dispensaris mèdics) en 130 estats dels cinc continents. Els membres de la congregació són 16.092, 10.669 d'ells sacerdots.

## Escoles
- CC Sant Francesc de Sales - Calós - Ciutadella de Menorca
- Escola Universitària Salesiana de Sarrià - EUSS Enginyeria - Barcelona
- Col·legi Sant Ermengol - Andorra
- Col·legi Salesians Sant Joan Bosco - Barcelona
- Col·legi Salesians de Rocafort - Barcelona
- Salesians Sant Vicenç dels Horts[2]